# Phoebe motuonan
Phoebe motuonan är en lagerväxtart som beskrevs av S.K. Lee & F.N. Wei. Phoebe motuonan ingår i släktet Phoebe och familjen lagerväxter. Inga underarter finns listade i Catalogue of Life.